# Єлена Колева
Єлена Колева (також Єлена Ненковська; нар. 1 грудня 1977) — болгарська волейболістка, діагональний нападник. Гравець національної збірної. Фіналістка європейської ліги 2009 року. Більшу частину карєри провела в італійських клубах першого і другого дивізіонів.

## Із біографії
Вихованка академії софійського «Левські». У складі національної збірної виступала на чемпіонатах світу: 2002 року в Німеччині і 2014 — в Італії.

## Клуби
| Роки      | Клуби                                         | Дивізіон |
| --------- | --------------------------------------------- | -------- |
| 1996–2000 | «Левські» (Софія)                             | Д-1      |
| 2000–2001 | «Еносі Вірона» (Віронас)                      | Д-1      |
| 2000–2001 | «Forme Cucine Veca Soliera Carpi» (Сольєра)   | Д-2      |
| 2001–2002 | «Баварія» (Унтершляйсгайм)                    | Д-1      |
| 2002–2003 | «Левські» (Софія)                             | Д-1      |
| 2003–2004 | «Burro Virgilio Gabbiole Curtatone» (Кремона) | Д-2      |
| 2004–2005 | «Монте Ск'яво» (Єзі)                          | Д-1      |
| 2005–2006 | «Ребеччі Лупа» (П'яченца)                     | Д-2      |
| 2006–2007 | «Ребеччі Лупа» (П'яченца)                     | Д-1      |
| 2007–2008 | «Факел» (Новий Уренгой)                       | Д-2      |
| 2007–2009 | «Ребеччі Каріпарма» (П'яченца)                | Д-2      |
| 2009–2011 | «Олімпіакос» (Пірей)                          | Д-1      |
| 2011–2012 | «Динамо» (Бухарест)                           | Д-1      |
| 2012–2013 | «Sanitars Metalleghe Mazzano» (Флері)         | Д-2      |
| 2013–2014 | «Іль Бізонте» (Сан-Кашано)                    | Д-2      |
| 2014–2015 | «Воллей 2002» (Форлі)                         | Д-1      |
| 2016–2017 | «Фенера» (К'єрі)                              | Д-2      |

## Досягнення
Європейська волейбольна ліга
- Третє місце (1): 2009

Кубок виклику ЄКВ
- Третє місце (1): 2005

Чемпіонат Болгарії
- Перше місце (5): 1996, 1997, 1998, 1999, 2003

Кубок Болгарії 
- Перше місце (4): 1997, 1998, 1999, 2003

Чемпіонат Греції
- Друге місце (2): 2010, 2011

Кубок Греції
- Перше місце (1): 2011
- Друге місце (1): 2010

Кубок Румунії
- Перше місце (1): 2012